# Millcayac
Millcayac (Warpes Milcayac), jedna od tri glavnih skupina Huarpean Indijanaca koji su u 16. i 17. stoljeću živjeli u području Cuyo u pampama Južne Amerike, Argentina. Govorili su slabo poznatim istoimenim jezikom koji je činio uz jezike Indijanaca Warpes Puntanos, Allentiac i možda Puelche de Cuyo samostalnu porodicu. Pripadnici ove porodice opisani su kao ljudi visokog rasta, tamnije puti i bradati. Obrađivači tla i sakupljači (algarroba).